# Szabina Mayer
Szabina Mayer (n. 24 martie 1988, în Pápa) este o handbalistă maghiară care joacă pentru Fehérvár KC și echipa națională a Ungariei pe postul de pivot. Mayer a fost componentă a selecționatei țării sale care s-a clasat pe locul 8 la Campionatul European din 2014.

## Palmares
- Nemzeti Bajnokság I:
  - Câștigătoare: 2006, 2009, 2010, 2011

- Magyar Kupa:
  -  Câștigătoare: 2006, 2009, 2010, 2011

- Liga Campionilor EHF:
  - Finalistă: 2009
  - Semifinalistă: 2010, 2011